# Salzbergwerk Borth
Das Salzbergwerk Borth in Rheinberg-Borth liegt an der Grenze zu Wesel-Büderich und Alpen-Menzelen. Durch das Salzbergwerk wird das in 500 bis fast 1000 m Teufe liegende Steinsalz der Salztonebene Niederrheinische Salzpfanne abgebaut; diese Salzschicht gehört zur Werra-Serie (Zechstein 1, z1), hat eine Mächtigkeit von etwa 200 m und erstreckt sich rund 50 km weit von Rheinberg bis in die Niederlande nach Winterswijk.

## Geschichte
1897 wurde in Borth bei Probebohrungen nach Kohle die zur Niederrheinischen Bucht gehörende Salzlagerstätte entdeckt. Im April 1904 wurde eine neue Eisenbahnverbindung von Duisburg über Friemersheim, Rumeln und Trompet in Richtung Moers eröffnet; im August desselben Jahres folgte die Weiterführung der Niederrheinstrecke von Moers bis Kleve über Rheinberg, Xanten und Kalkar.
1906 errichteten die Deutschen Solvay-Werke eine Sodafabrik, die zunächst mit Salz aus anderen Abbauorten und mit geringeren Mengen Sole arbeitete. Eine großflächige Aussolung hatte die Bergbehörde nicht genehmigt, so dass für den bergmännischen Abbau zwischen Borth und Wallach die Doppelschachtanlage Wallach I+II abgeteuft wurde. Wegen des stark wasserführenden Deckgebirges wurden die Schächte im Gefrierverfahren niedergebracht.
Dieses erste Bergwerk musste nach kurzer Zeit wegen eines Wassereinbruchs, bei dem mehrere Bergleute ums Leben kamen, aufgegeben werden. Eine Erhebung zwischen den Ortsteilen Wallach und Borth und das alte Maschinenhaus zeugen noch heute davon. Die Schächte wurden 1971 (Schacht II) bzw. 1978 (Schacht I) endgültig verfüllt und die Fördergerüste demontiert.
Etwa drei Kilometer nördlich der Anlage Wallach I+II wurde an den Ortsgrenzen von Borth, Menzelen-Ost, Büderich und Wallach die Doppelschachtanlage Borth I+II errichtet. Weitere Schwierigkeiten wie Wassereinbrüche, Probleme beim Transport des gefrorenen Erdreiches, Explosionen, Blitzeinschlag und das langwierige Gefrierverfahren führten dazu, dass erst nach 16 bzw. 20 Jahren die Schachtanlage in Betrieb gehen konnte.
Das Fachwerk-Doppelbockfördergerüst über Schacht II mit viertrümiger Förderanlage wurde 2006 abgerissen und durch ein modernes Vollwandstrebengerüst mit höherer Tragkraft und nur zweitrümiger Förderung ersetzt. Der Stahlbeton-Förderturm über Schacht I von 1964 ist weiterhin in Betrieb.

## Abbauverfahren
Das in Borth angewandte Abbauverfahren ist der Kammerbau. Das Salz wird durch Bohren und Schießen gewonnen, mit GHH-LF-20-Fahrladern zu einem Brecher gefahren und auf Bandanlagen zum Füllort transportiert.
Die in der Regel 7 Meter tiefen Sprengbohrlöcher werden mit Bohrwagen nach einem bestimmten System im Abstand von 1,4 Metern gebohrt und danach mit Sprengstoff besetzt. Der freigesprengte Bereich ist etwa 20 Meter breit, sieben Meter hoch und sieben Meter tief. Pro Sprengung werden ca. 2000 Tonnen Steinsalz gewonnen. Die entstehenden Abbaukammern sind bis zu 600 Meter lang, 20 Meter breit und bis zu 20 Meter hoch.

## Streckenauffahrungen
Für Streckenauffahrungen werden Teilschnittmaschinen eingesetzt.

## Grubenklima
Die Temperaturen in 700–900 Metern Teufe betragen etwa 35 bis 40 Grad Celsius, die Luftfeuchtigkeit ist durch das Salz sehr niedrig.

## Wirtschaft
Das Salzbergwerk Borth gehört zu K+S Agriculture, einer Tochter der K+S-Gruppe und ist das größte seiner Art in Europa. Auf einer Fläche von 88 km2 können bis zu 2.000.000 Tonnen pro Jahr gefördert werden. Die tatsächliche Jahresförderung wird vom Steinsalzabsatz bestimmt.
Das Borther Steinsalz ist bekannt für seine hohe Reinheit, die eine Voraussetzung für die Gewinnung von Speisesalz ist. Hochreines Salz mit einem Gehalt von 98–99 % wird für die Chemie- und Medizinindustrie produziert. Weiterhin wird Streusalz für den Winterdienst hergestellt.
Das Steinsalz wurde bis Dezember 2014 auf der Werksbahn zur Rheinverladestelle „An der Momm“ in Ossenberg transportiert und dort auf Schiffe verladen. Ein großer Teil des Streusalzes wird per LKW zu den Bestimmungsorten verbracht. Speisesalz wird in der werkseigenen Verpackungsanlage verpackt und tritt von dort aus die Reise in die Geschäfte und Läden an.
- Video: Salzbergwerk Borth, 1993

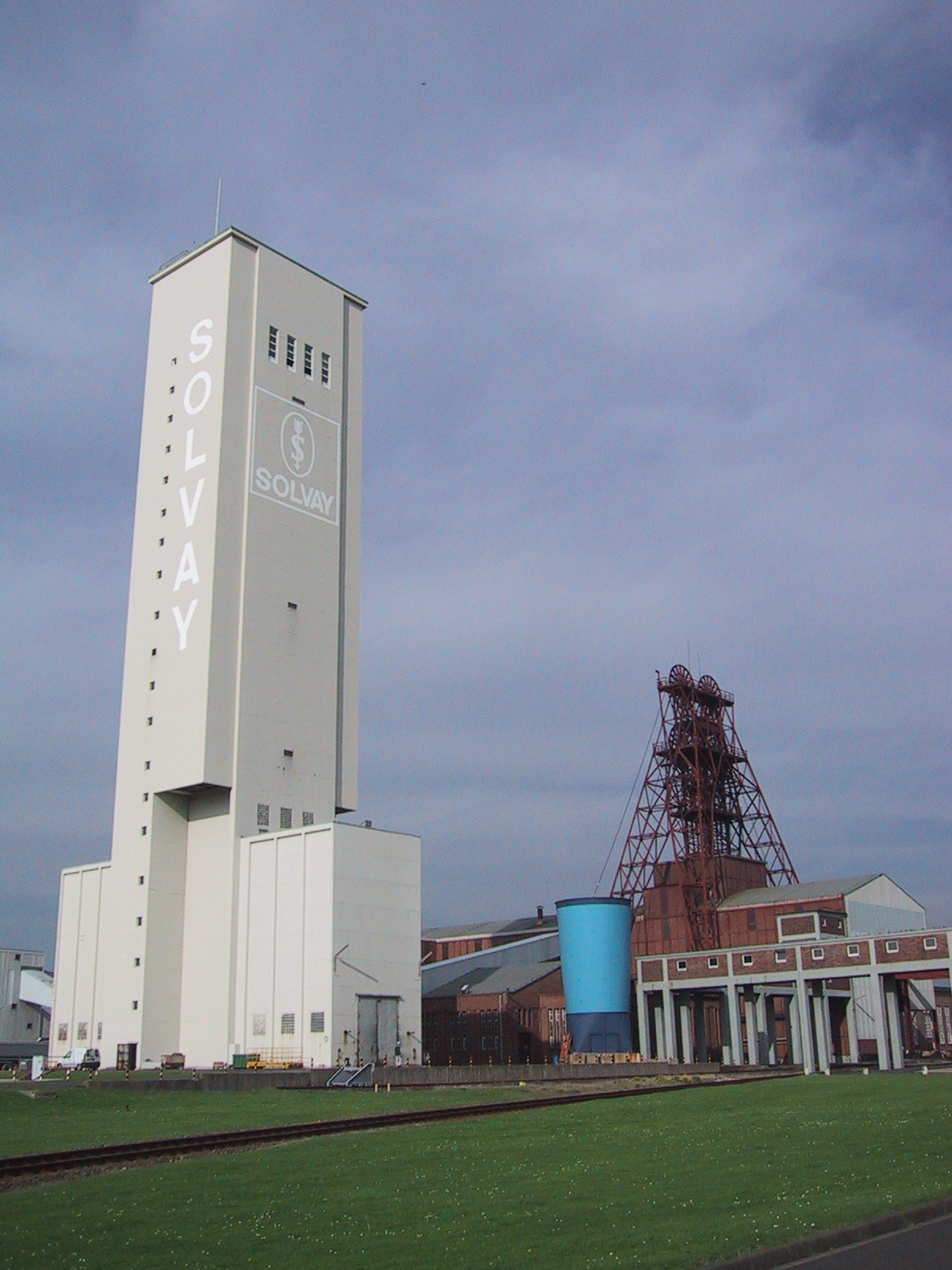
Borth im Jahre 2001, im Hintergrund das alte Doppelbockgerüst
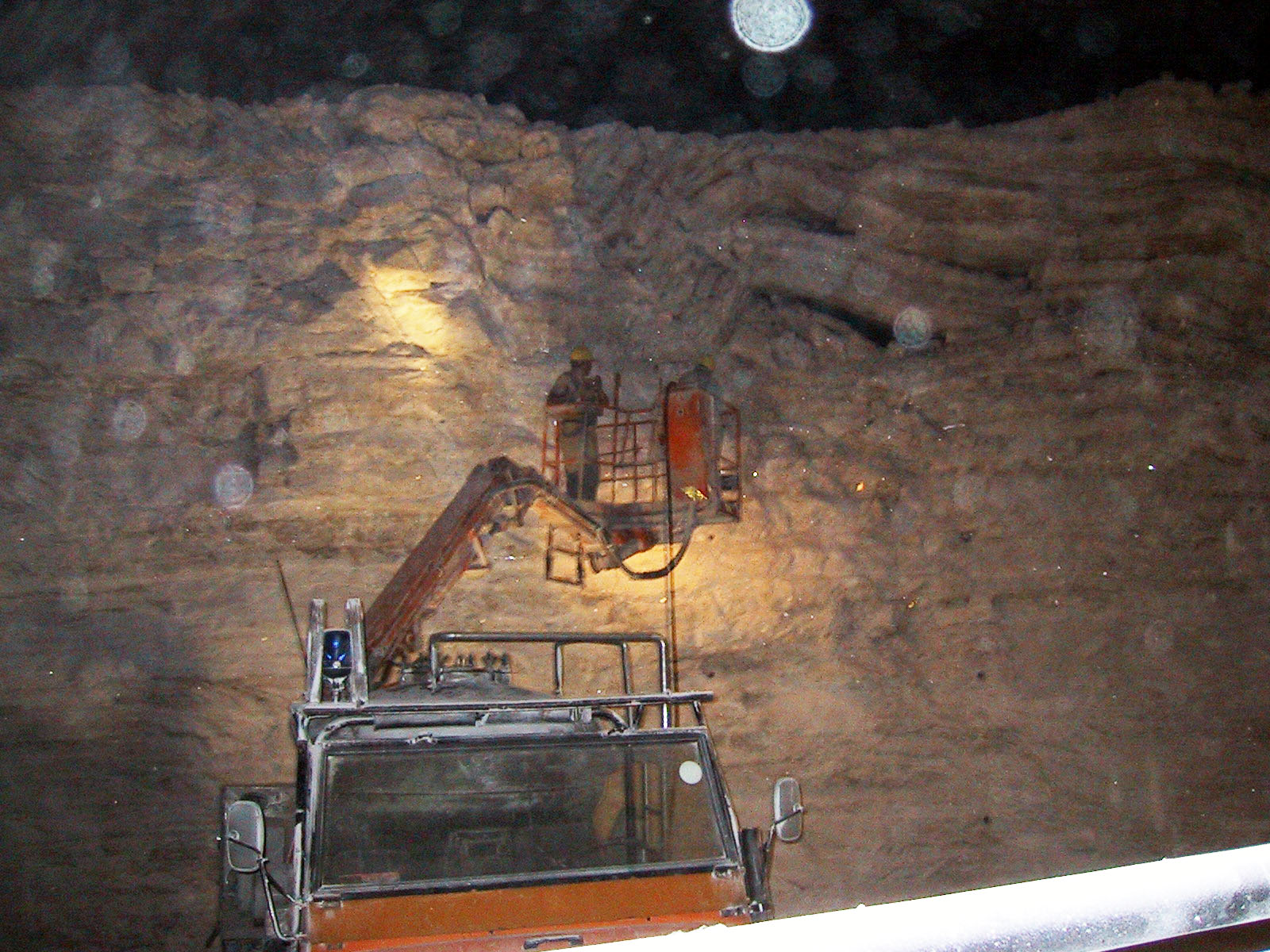
Im Bergwerk
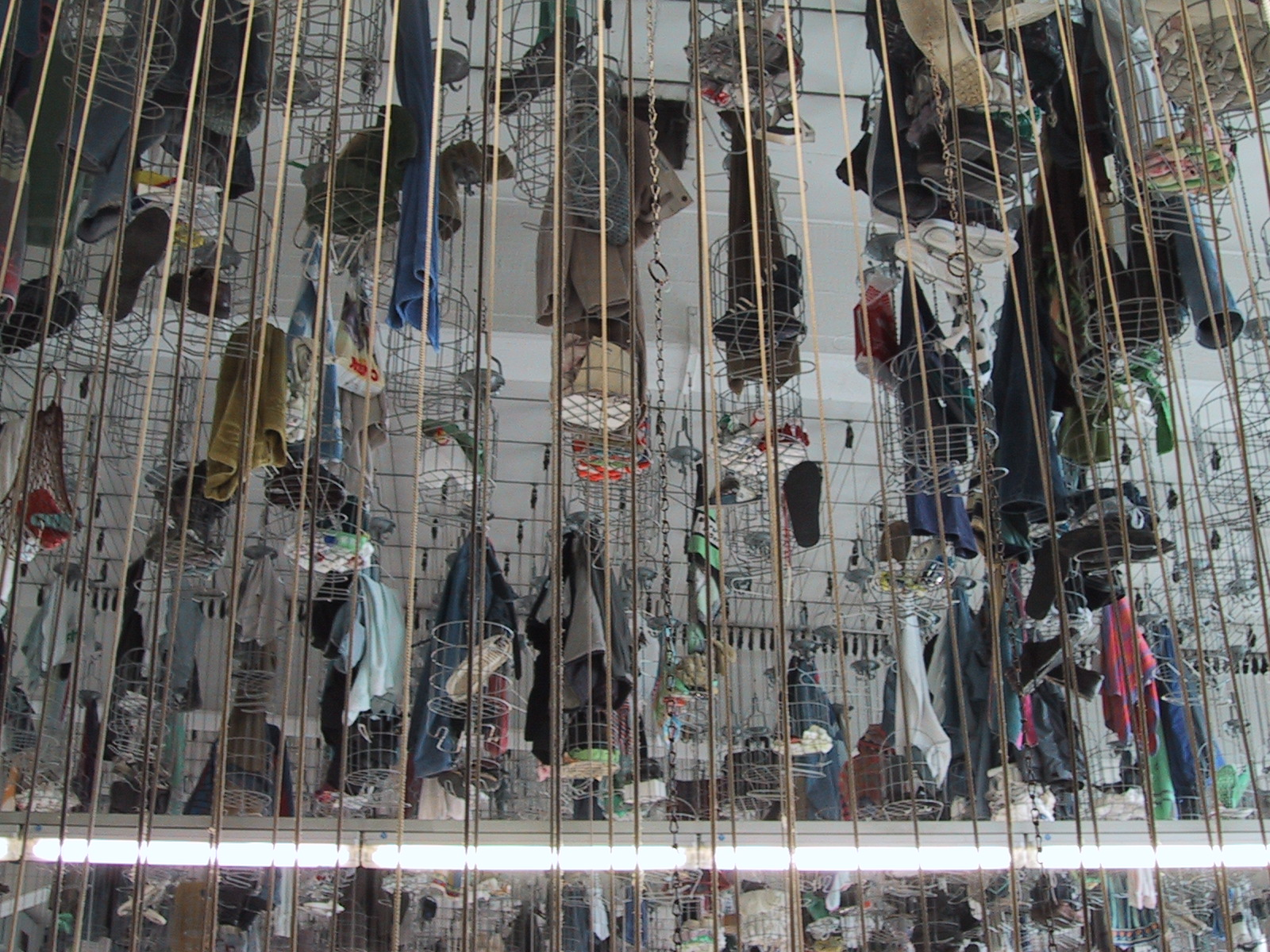
In der Waschkaue